# Árpád
Árpád (c.850–907) was de stichter van het huidige Hongarije en van de Hongaarse koningsdynastie der Árpáden.
Ten tijde van de geboorte van Árpád woonden de Magyaren in een gebied dat Etelköz werd genoemd. Van daaruit voerden de Magyaren jarenlang (vanaf 860) rooftochten uit in Europa. Árpád was de zoon van Álmos en als zodanig leider van een van de zeven Magyaarse stammen. Geleidelijk werden de Magyaren een factor in de Europese politiek en in 892 sloot Álmos een verbond met Arnulf van Karinthië tegen Moravië, en in 894 sloot hij een verbond met het Byzantijnse Rijk tegen de Bulgaren. Árpáds zoon Levente wist in 895 de Bulgaren te verslaan, waarna die gedwongen waren om vrede te sluiten met het Byzantijnse Rijk.
De Bulgaren sloten op hun beurt echter een verbond met de Petsjenegen. Tezamen versloegen deze volken in 895 de Magyaren in een veldslag aan de Zuidelijke Boeg. Na het overlijden van Álmos, er zijn aanwijzingen dat zijn dood een politieke of rituele moord was, werd Árpád door de Magyaarse stammen tot fejedelem of gemeenschappelijk leider gekozen. De Magyaren kenden een dubbel leiderschap: Árpád was de militaire leider en ene Kursan was de cermonieel/religieuze koning. Om te ontkomen aan de plunderende Petsjenegen, leidde Árpád de Magyaarse stammen over de Karpaten naar het westen. Daar vestigden zij zich in het gebied rond de Tisza (896), wat het begin vormde van het koninkrijk Hongarije.
In 898 legde Árpád op een rijksdag in Szeged de regering en de rechtspraak van Hongarije vast. Datzelfde jaar viel hij op verzoek van Arnulf van Karinthië, Italië binnen en versloeg een Italiaans leger aan de Brenta. Hij maakte gebruik van het overlijden van Arnulf om Pannonië en delen van Moravië te bezetten, waarmee het middeleeuwse Hongarije zijn vorm heeft gekregen. In 904 wordt Kursan door de Beieren gedood en Árpád neemt ook zijn functie op zich. Daarmee is Árpád een echte Europese koning geworden. In 907 weet hij Hongarije voor lange tijd veilig te stellen door bij Bratislava een groot Beiers leger vernietigend te verslaan.
Árpád overleed in 907, waarna zijn afstammelingen het leiderschap overnamen.
Volgens het Byzantijnse De administrando imperio waren zijn kinderen:
1. Levente (Liüntika)
2. Tarhos (Tarkacsu)
3. Üllő (Jeleg)
4. Jutas (Jutocsa)
5. Zoltán (Zaltasz) - de jongste.